# Giuseppe Augusto Cesana
Giuseppe Augusto Cesana (Torino, 8 ottobre 1821 – Roma, 28 ottobre 1903) è stato un giornalista, imprenditore e scrittore italiano, attivo anche nel campo delle costruzioni ferroviarie in collaborazione con Ernesto Emanuele Oblieght e Desiderio Baccelli.

## Biografia

### I primi anni
Compiuti gli studi nella sua città si trasferisce a Pavia per frequentare l'università, conseguendo poi la laurea a Padova. Di sentimenti patriottici, partecipa a Milano all'insurrezione del marzo 1848 contro gli austriaci, che vengono temporaneamente cacciati dalla città. Il 22 luglio successivo, arruolatosi nell'esercito lombardo, rimane ferito nella battaglia contro gli austriaci combattuta sul Monte della Corona, a nord di Rivoli. Con la piega avversa presa dalla guerra, e il ritorno degli austriaci in città, ripara in Canton Ticino, raggiungendo Giuseppe Garibaldi a Luino, dove assiste alla sua vittoria del 15 agosto contro alcuni reparti croati.

### Inizi nel giornalismo
Nel settembre 1848 ritorna a Torino, dove è stato assunto dal neonato periodico La Concordia come redattore. In questa sua prima esperienza, durata due anni, viene ricordato per una prosa "vivace, acuta e mai prolissa". Si trasferisce poi a Milano, dove gli era stata assicurata la riassunzione all'intendenza di finanza. Porta con sé la fama dei suoi articoli e continua l'attività in un settimanale educativo, La Domenica, dove rimane per circa un anno.
Nel 1850 fonda il suo primo periodico, un quindicinale umoristico chiamato La Società, e partecipa al contempo alla redazione della Babele Comica. Nei due giornali riversa tutta la sua carica di umorista, accompagnata da una satira sottile ma penetrante. Un suo articolo pubblicato sulla Fenice, con un'analisi piuttosto scomoda degli intendimenti politici dell'Austria, gli vale una denuncia e un mandato di arresto. Lasciata Milano di nascosto torna a Torino, dove per oltre tre anni lavora per conto dell'esercito. Con Vittorio Bersezio e Giovanni Piacentini nel 1853 fonda un quotidiano, l'Espero-Corriere della Sera, che viene abbandonato dai fondatori dopo soli quattro mesi, ma che si fa subito conoscere nel mondo politico per gli articoli satirici di Bersezio e dello stesso Cesana. Quest'ultimo dirige a quattro mani con Bersezio anche il trisettimanale Il Fischietto, un periodico di orientamento democratico-liberale che appoggia strenuamente le iniziative politiche del Conte di Cavour in un periodo particolarmente attivo per l'unità italiana.
Nel 1856 Cesana affianca al Fischietto il periodico satirico Il Pasquino, dedicato all'omonima statua parlante romana perché, ricorda Collodi, aveva l'ambizione di "dirle schiette, con brio e arguzia, prendendo di mira i personaggi celebri". Di questo giornale, diffuso in tutte le grandi città italiane, si ricorda l'inserimento clandestino di notizie nei listini di borsa, pubblicate a favore dei combattenti clandestini degli stati pre-unitari. Pur appoggiato dal governo piemontese, il Pasquino va incontro a sequestri e censure quando le sue prese di posizione si fanno sempre più favorevoli alla causa del Risorgimento. Il Cavour, che le aveva dovuto promuovere (pressato com'era dalle proteste diplomatiche), rassicura il Cesana che si tratta di provvedimenti per dare fumo negli occhi e che il suo appoggio è totale.

### L'affermazione
In questa lunga esperienza nella redazione e proprietà di periodici il Cesana si rivela un giornalista di grandi capacità e talento. I suoi scritti, ricorda il Lepri, sanno suscitare l'immediato interesse del lettore attraverso un linguaggio semplice, facendolo immedesimare anche nei problemi politici più difficili. Il suo giornalismo, ricorda invece Spadolini, è indipendente, equidistante dalle parti, liberale pur orientato su una linea moderatamente conservatrice. Cesana ritiene che il giornalista non debba partecipare alla vita pubblica come fa un suo altrettanto famoso collega, Ernesto Emanuele Oblieght, con cui avrà pure modo (come si vedrà), di partecipare ad affari non del tutto puliti.
Ormai conosciuto ed apprezzato ovunque in Italia, nel 1860 fonda, col Piacentini, la Gazzetta di Torino,, un quotidiano di orientamento democratico che si spende con tutte le sue energie in favore del processo di unificazione nazionale. Tra i suoi redattori c'è Francesco Crispi che, coi suoi articoli a favore di Garibaldi, sprona l'eroe dei due mondi ad abbandonare le ultime perplessità per organizzare la spedizione in Sicilia.
Nel 1865 Cesana si trasferisce a Firenze, diventata capitale del Regno d'Italia, dove i suoi destini si uniscono a quelli di Oblieght, che nella nuova capitale ha da poco fondato la «Società Generale Italiana per la pubblicità» ed è esclusivista pressoché totale della terza pagina (quella degli annunci commerciali), di quasi tutti i periodici in circolazione. A Firenze fa rivivere il Corriere Italiano, una testata chiusa da alcuni mesi, nella quale il Cesana fa muovere i primi passi al figlio quattordicenne Luigi e che si distingue per essere uno "strumento di un'informazione spregiudicata e obiettiva". Il Corriere raggiunge la tiratura di 25 000 copie durante la Terza guerra d'indipendenza e si fa notare per il grande sostegno portato all'azione politica di Urbano Rattazzi.
Sempre a Firenze dà vita al suo capolavoro, il quotidiano Il Fanfulla, fondato con Francesco De Renzis, Baldassarre Avanzini e Giovanni Piacentini. Apparso il 16 giugno 1870 è unanimemente riconosciuto come il primo giornale italiano non schierato per una parte o anche solo una corrente politica, e solo nel primo mese raccoglie ben 1.276 abbonamenti. Forte della collaborazione di letterati come Carlo Collodi, Gabriele D'Annunzio, Ferdinando Martini, Pompeo Gherardo Molmenti, si afferma per la forte critica alla classe politica e per il dibattito sui fatti letterari e di costume. Il Cesana, con lo pseudonimo Tomaso Canella, rimprovera lo scarso impegno e il basso profilo tenuto dalla politica italiana dopo che gran parte dei suoi esponenti hanno combattuto per raggiungere l'unificazione.

### A Roma
Pochi mesi dopo la fondazione, la redazione del Fanfulla si trasferisce a Roma diventata capitale. Cesana continua il suo impegno politico al di sopra delle parti fino al 1876. In tale anno, andata al potere la Sinistra, Oblieght, quale editore del giornale, promuove un cambio di linea politica a sostegno di Agostino Depretis e Benedetto Cairoli, cambio che Cesana non accetta lasciando il quotidiano. Con lui se ne vanno anche gli altri fondatori. Ma a Roma Cesana e Oblieght sono legati anche in un altro settore, quello delle costruzioni ferroviarie. La spinta viene sicuramente dal secondo, già concessionario della funicolare del Vesuvio. Entrambi lavorano per conto di due finanzieri di Bruxelles, Lucièn Tant e Maurice Le Tellier che, attraverso una rete di prestanome, stanno facendo incetta di concessioni ferro-tranviarie a Roma, Milano e Bologna, successivamente portate in dote alla «Società Anonima dei Tramways e delle Ferrovie Economiche» (Roma, Milano, Bologna, etc), fondata in Belgio.
Nel 1875 il Parlamento accorda al Cesana la concessione per una linea ferroviaria da Roma a Nemi, il cui progetto è stato presentato nel 1872. Nello stesso anno il giornalista promuove un consorzio tra i comuni dei Castelli Romani interessati al percorso ferroviario, che versano quote che vanno dalle 200.000 lire di Albano alle 20.000 di Nemi, per un totale di 450.000 lire. Sembra che il Cesana abbia fatto in questa vicenda il doppio gioco, dal momento che se da un lato era promotore di tale consorzio, dall'altro aveva venduto i diritti sul progetto alla statunitense Westinghouse, che lo rivendicò attraverso il signor Gerolamo Taddei che, in altri documenti, risulta invece essere procuratore del Cesana.
Nel 1880, quando sulle ceneri del progetto viene costruita la tranvia Portonaccio-Ciampino-Marino il Cesana sparisce del tutto dalla vicenda, e lo si ritrova, ormai anziano e ritirato dagli affari, impegnato nell'attività di scrittore. Salvo i due volumi Storia di un giornalista i suoi lavori non sono particolarmente apprezzati dalla critica. Nei suoi ultimi anni sostiene il lavoro del figlio Luigi, cui spetta il merito di aver portato al successo il quotidiano romano «Il Messaggero», divenuto uno dei maggiori quotidiani italiani.
Giuseppe Augusto Cesana muore a Roma a 82 anni.